# Anvallus
Anvallus était un dieu gaulois, connu de plusieurs inscriptions publiques à Augustodunum (Autun).

## Étymologie
Le nom du dieu a été analysé comme étant un nom composé : an-ualos, dont la deuxième racine a été comprise comme signifiant souverain ou prince, et la première sans ou pas. Le nom pourrait donc être compris comme sans souverain, c'est-à-dire inférieur à aucun.

## Inscriptions
Deux inscriptions latines sur des autels étaient dédiées par les gutuatres à la rétribution des vœux; ces deux dédicaces commencent avec la formule Aug(usto) sacr(um),. Le titre gutuater est généralement compris comme signifiant «prêtre» ; les gutuatres ont parfois été considérés comme des successeurs romanisées des druides. Ces autels ont tous deux été découverts en 1900 sur le site de la gare d'Autun, accompagnés d'un casque de bronze fin de style grec qui aurait été laissé en offrande votive.
Le troisième texte mentionnant un nom similaire à Anvallus était un texte gaulois trouvé sur un cartouche de calcaire:
LICNOS · CON
TEXTOS · IEVRV
ANVALONNACV ·
CANECOSEDLON ·,
Selon P.-Y. Lambert et J.-P. Savignac, cette pierre commémore la dédicace d'une sorte de siège ou de trône par une personne appelée Licnos Contextos. Le siège était dédié à un sanctuaire d'Anvalos, dans l'interprétation de P.-Y. Lambert; Delmarre, quant à lui, donne la traduction "Licnos Contextos a dédié à Anvalonnacos le siège (d'or?)".